# Ermita de Nuestra Señora de La Concepción (Puerto del Rosario)
La ermita de Nuestra Señora de La Concepción está situada en el municipio de Puerto del Rosario, isla de Fuerteventura (Canarias, España).

## Historia
El lugar de Llanos de La Concepción fue conocido hasta finales del siglo XVIII como Llanos del Otro Valle o Llanos de Santa Inés. Este poblamiento, bastante antiguo, construye su templo entre 1784 y 1796, siendo su principal impulsor D. Joseph de Armas que se convirtió en fiador de la obra. El 3 de noviembre de 1796, todo el vecindario se comprometió a la dotación y mantenimiento del templo que estaría bajo la advocación de Nuestra Señora de La Concepción, tomando posteriormente el lugar el nombre de dicha patrona, y decretándose en 1797 que dicha fiesta se celebraría el día 15 de agosto de cada año. El templo fue bendecido el 20 de marzo de 1798.
Con el Plan de Reestructuración Parroquial de Fuerteventura, culminado en el año 1792 por el prelado Antonio Tavira y Almazán, el pago de Los Llanos de La Concepción pasó a pertenecer al recién creado beneficiado de Casillas del Ángel y como consecuencia de la Constitución de 1812 y la posterior división territorial en municipios, dicho lugar formó parte del municipio de Casillas del Ángel hasta el 21 de septiembre de 1926, fecha en que dicho municipio desaparece al ser anexionado por el de Puerto Cabras.

## Arquitectura
El templo es una modesta construcción de sencilla nave cubierta a tres aguas y teja vista. En ambos muros longitudinales de la ermita se abren sendas ventanas próximas a la zona del altar. La sacristía se adosa a la cabecera del templo ocupando el mismo ancho que la ermita y diferenciándose de ésta por la cubierta a cuatro aguas y sin teja. El acceso al templo se realiza por dos puertas, una hacia la mitad del muro de la epístola, orientada al sur y la puerta principal orientada a poniente, ambas están rematadas en arco de medio punto. Sobre la portada principal, en la parte central del hastial se abre un pequeño óculo. La espadaña está colocada en el lado superior derecho de la fachada, enfoscada y pintada de blanco, con un pequeño hueco-campana rematado en arco de medio punto, coronando el rectángulo que forma el conjunto de la espadaña sobresale una pequeña cornisa sobre la que descansan dos pequeñas volutas decorativas flanqueando un pináculo. La ermita está rodeada por un pequeño muro adosado a los lados norte, sur y este. Delante de la puerta principal hay un pequeño empedrado de lajas de caliza y frente a ella también se sitúa el pequeño calvario con una cruz de madera sobre una base cuadrada.
Al interior, la sencilla cubierta de madera descansa por tres lados sobre solera con decoración de cordón y el almizate está decorado con sencillos motivos geométricos; cuatro tirantes simples de madera contrarrestan el empuje que ejerce el tejado sobre los muros y dos pequeños tirantes en las esquinas de la cabecera del templo. En el muro de la epístola, próximo al altar se abre un pequeño nicho con ménsula que acoge pequeñas imágenes. A la sacristía se accede por una puerta abierta en el lado derecho del muro del testero, está cubierta con sencilla armadura de madera y cuenta con una gran ventana en el muro sur, característica de la arquitectura doméstica, con asientos de mampostería dentro del muro.